# Neji Jaziri
Neji Jaziri, né le 21 octobre 1994 à Monastir, est un basketteur tunisien. Il est le frère de Bilal Jaziri, également joueur de basket-ball.
En décembre 2014, il prend la cinquième place de la 29e édition de la coupe d'Afrique des clubs champions avec l'Union sportive monastirienne après avoir perdu en quarts de finale (57-74) contre le Sporting Club d'Alexandrie et remporté le match pour la cinquième place (86-78) contre le Primeiro de Agosto à Tunis.
Durant la 32e édition, il prend la troisième place avec la même équipe. Il joue 13,8 minutes en moyenne aux huit matchs du tournoi.
À l'été 2023, il quitte Ezzahra Sports. 
Le 1er janvier 2024, il renforce la Dalia sportive de Grombalia.
En septembre 2024, il rejoint l'Étoile sportive du Sahel.

## Carrière
- 2010-2016 : Union sportive monastirienne
- 2016-2017 : Dalia sportive de Grombalia
- 2017-2022 : Union sportive monastirienne
- 2022-2023 : Ezzahra Sports
- 2024 : Dalia sportive de Grombalia
- depuis 2024 : Étoile sportive du Sahel

## Palmarès
- Champion de Tunisie : 2019, 2020, 2021, 2022
- Coupe de Tunisie : 2020, 2021, 2022
- Championnat maghrébin des clubs : 2012
- Médaille d'argent à la Ligue africaine 2021 ( Rwanda)
- Médaille d'or à la Ligue africaine 2022 ( Rwanda)
- Médaille de bronze à la coupe d'Afrique des clubs champions 2017 ( Tunisie)
- Médaille de bronze à la coupe arabe des clubs champions 2019 ( Maroc)

## Distinctions personnelles
- Nommé dans le cinq majeur du championnat maghrébin des clubs 2012 comme meilleur arrière